# Metropolismo
Il Metropolismo è una corrente artistica che ha avuto origine, tra la fine degli anni 1980 e l'inizio degli anni 1990 del XX secolo, con il manifesto redatto da Romano Petrucci, il quale confortato dalla Transavanguardia di Achille Bonito Oliva che già negli anni ‘70 aveva sollecitato un maggiore uso delle tecniche tradizionali nella contemporaneità, elabora un progetto pittorico che possa recuperare l'importanza dei contenuti restituendo alla pittura significati, leggibilità e contemporaneità mediante l'osservazione degli atteggiamenti quotidiani. Inizia la sua ricerca di Artisti che accettino di condividere la sua teoria, nel Maggio del 1987 trova l'entusiasmo del giovane catanese Antonio Sciacca e conosce la complessa personalità artistica del pittore Nico Paladini di Vinci. 
Sciacca e Paladini sottoscrivono il manifesto.  "Metropolismo" sarà il nome, coniato da Nico Paladini, del nuovo movimento pittorico. Nello stesso anno Petrucci è attratto dalla raffinatissima eleganza dell'uruguaiano Carlos Grippo e dalla straordinaria qualità di disegnatore del turco Timur Kerim Incedayi. Sciacca, Paladini, Grippo ed Incedayi, pur se ciascuno con la propria personalità, realizzeranno la poetica pittorica del Metropolismo attraverso l'analisi e lo studio di quei fenomeni comportamentali che se pur di apparente superficialità, caratterizzano il nostro quotidiano e lo rendono diverso dai precedenti di tutti i tempi. A Roma nell'anno 2000, in occasione del Giubileo, presso il Museo del Risorgimento del Complesso del Vittoriano, viene realizzata la mostra curata dal critico d'arte Achille Bonito Oliva"Metropolismo-sei casi di pittura telematica". Nella mostra vengono invitati due artisti operanti a Roma: Mirko Pagliacci e l'eclettica Loredana Raciti.
Mirko Pagliacci è nato a Losanna nel 1959, elabora un linguaggio figurativo rivolto a una ricerca post-archeologica, dove i simboli del Mito si inseriscono in maniera fluida e trasversale ad immagini di storia recente. Si avvale di una pittura composita che non disdegna di far ricorso a modalità espressive diversificate proprio per infrangere più compiutamente, per disgregare l'unitarietà e l'omogenità della composizione. Il continuo ripescaggio di forme, segni e simboli provenienti dal passato si accompagna quindi a un accostamento di stili,uno pseudo-informale, segnico convive con calligrafie graffiate, la scrittura, l'immagine ready-made, il graffitismo, la fotografia.
Nel 2012 nelle Scuderie di Palazzo Ruspoli a Roma, viene presentata la mostra "Metropolismo, l'altra Storia".
(Achille Bonito Oliva-dalla prefazione di Sei casi di pittura telematica catalogo Torcular,2000).»

## Il Manifesto
"[...] forze misteriose indicano simboli e segnali che, pur se di natura esteriore, si insinuano nel percorso onirico della memoria per confrontarsi con gli archetipi del sacro e del magico e vanno a suggerire nuovi parametri per la scelta dei riferimenti, per l'interpretazione degli ideali, per l'identificazione di classe e per la legittimazione dell'appartenenza al gruppo [...]" Le opere dei quattro "metropolisti" (Timur Kerim Incedayi, Antonio Sciacca, Carlos Grippo, Nico Paladini) pur formalmente diverse come diverse sono le singole personalità tuttavia contengono un riferimento comune: il mondo della comunicazione di massa, dei prodotti industriali, della sfera del consumo e soprattutto una "cifra" stilistica condivisa quella del ritorno alla figuratività.